# Кулаков Вадим Геннадійович
Вадим Геннадійович Кулаков (нар. 7 жовтня 1966, Калінінград) — радянський, пізніше український футболіст, що грав на позиції півзахисника і захисника. Відомий насамперед виступами за футбольний клуб «Нива» (Вінниця) у вищій українській лізі.

## Клубна кар'єра
Вадим Кулаков народився у місті Калінінград Московської області, та розпочав займатися футболом у місцевій ДЮСШ. Розпочав виступи на футбольних полях у 1983 році в дублюючому складі московського «Торпедо», в якому грав до кінця 1984 року. У 1985—1986 роках Кулаков грав у складі команди другої ліги «Рубін» з Казані. У 1987—1988 роках Вадим Кулаков був гравцем команди першої ліги СКА з Ростова-на-Дону, за яку за два роки зіграв 13 матчів. У 1989 році футболіст перейшов до складу команди другої ліги «Нива» з Вінниці, який з наступного року грав у буферній зоні другої ліги. У 1992 році вінницьку команду включили до числа учасників першого чемпіонату незалежної України у вищій лізі. У складі «Ниви» Кулаков зіграв 13 матчів у вищій лізі. Проте вінницька команда за підсумками швидкоплинного першого чемпіонату України вибула до першої ліги. Вадим Кулаков грав у першій лізі у вінницькій команді до кінця сезону 1992—1993 років, після чого став гравцем угорського клубу «Гайдунанаш». У складі угорської команди Кулаков грав до кінця сезону 1993—1994 років. Після завершення виступів в Угорщині футболіст повернувся в Україну, де став гравцем аматорського клубу «Поділля» з Кирнасівки. У 1995 році завершив виступи на футбольних полях.